# Hemieuryale tuberculosa
Hemieuryale tuberculosa är en ormstjärneart som beskrevs av George Richard Lyman 1883. Hemieuryale tuberculosa ingår i släktet Hemieuryale och familjen Hemieuryalidae. Inga underarter finns listade i Catalogue of Life.